# Horní Těšice
Horní Těšice település Csehországban, Přerovi járásban. Horní Těšice Skalička, Kelč, Dolní Těšice, Ústí, Malhotice és Rouské településekkel határos. Lakosainak száma 149 fő (2024. január 1.).

## Népesség
A település lakosságának változását az alábbi diagram mutatja:
| Lakosok száma | 125  | 120  | 138  | 130  | 156  | 166  | 153  | 156  | 152  | 149  |
|               | 1869 | 1890 | 1921 | 1950 | 1980 | 2001 | 2017 | 2019 | 2022 | 2024 |